# 則天文字
則天文字（そくてんもじ）は、中国・武周の女帝武則天が制定した漢字。則天新字、武后新字とも言われる。
武則天が権力を誇示するため、あるいは個人的な好みや考えのため制定されたとされ、彼女が治めている間は広く用いられたが、失脚するとほどなく忘れ去られた。現在の日本でもよく知られている文字として、徳川光圀の名前に使用されている「圀」がある。

## 概要
武則天は中国史上ただ一人の女帝であり、今までの慣わしを何でも改めるのが好きな人物であった。彼女が変更しなかったのは服装ぐらいのもので、まず国号を唐から周に変えた。改元は頻繁であり、官職名をも変えた。中でも有名なのは、新たに字を作ったことである。彼女は自らの思想と政治力とによって、あたかも服を着替えるかのように簡単に文字を変更した。この文字は後世「則天文字」と呼ばれるようになった。
例えば「天」の文字は「𠑺」に改められた。これは「天」の字の篆書体に由来する。もっとも、このように形を変えただけの文字は例外であり、ほとんどの文字は新たに作られたものである。
則天文字を記録した歴史書・辞書はいくつもあるが、どの文字を変更したかについての記述は一定していない。文字数についても12,16,17,18,19,21字の各説があり、取り上げられた全ての文字を合わせると30文字近くになる。しかし今日では、施行当時の碑文・写本の調査や文献記録の整合性の研究などにより、実際には17字であったというのが定説である（「月」の重複を数えると18字、詳細は#則天文字の一覧参照）。
則天文字の個々の字体については、後の歴史書の記録だけでなく施行当時の資料でも揺れが多い。しかし、武則天の勅命で記された碑文は規範に忠実に書かれたと考えられるため、そこから彼女の意図した字体がどのようなものであったかを知ることができる。

## 則天文字の歴史
※本項の月日は、中国暦によるものである。

### 文字の創作と施行初期
『新唐書』あるいは『資治通鑑』などの史書によると、則天文字は武則天が考えたものではなく、甥の宗秦客に命じて作らせたもののようである。
当初公表されたのは12文字であり、それぞれ以下のように改められた。
- （元の漢字） >> （則天文字）
  - 「照」 >> 「」
  - 「天」 >> 「[1]」
  - 「地」 >> 「」
  - 「日」 >> 「[2]」
  - 「月」 >> 「[3]」
  - 「星」 >> 「[4]」
  - 「君」 >> 「[5]」
  - 「臣」 >> 「」
  - 「載」 >> 「[6]」
  - 「初」 >> 「[7]」
  - 「年」 >> 「[8]」
  - 「正」 >> 「[9]」

このうち「」と「」の2文字が組み合わされて年号「載初」として使われた。制定当時、武則天は「改元載初赦文」で以下のように述べている。
（原文）
「……朕又聞之、人必有名者、所以吐情自紀、尊事天人。……朕今懷(懐)柔百神、對(対)揚上帝。三靈(霊)眷祐、萬國(万国)來(来)庭。宜膺正名之典、式敷行政之方。朕宜以曌爲(為)名。……思返上皇之化、佇移季葉之風、但習俗多時、良難頓改。特創製一十二字、率先百辟。上有依于古體(体)、下有改於新文、庶保可久之基、方表還淳之意。……」
（大意）
「……朕はまたこのように聞いている。人に必ず名があるのは、思いを述べて自らのことを記し、（それによって）尊敬の念をもって天と人とに仕えるからであると。……今、朕は神々を祀り安んじ、天帝の命に答えその心を民に広く知らしめた。天地人の三霊が朕を慈しんで恵みを垂れ、万国の使者が来朝してきている。（今こそ）正しき名分の決まりに応じて、政の道義をあまねく広めるのにふさわしい。（よって）朕は曌と名乗ることにする。……古の帝王の徳化に返ることを思い、末世の風習を改めようと望んではいるが、習俗は非常に長い時が経ってしまっているので、すぐに改めることは非常に難しい。（そこで）独自に文字12字を作り、諸侯百官に模範を示すことにする。（これは）古代の字体によりつつも、新たな文字に改めることで、長く続くべき基礎を保持することを願い、古の醇朴な精神に戻ることを表明することにほかならない。……」
これ以後、武則天は武曌と改名し、「曌」の字は避諱とし、他人が使用するのを禁じ、以前の「照」の文字も使用が禁止された。当時退位させられていた中宗の長男（武則天の孫）である李重照は、名を李重潤と改めさせられた。載初元年正月8日（西暦689年12月25日）、則天文字は正式に公布された。
なお『旧唐書』経籍志には「『字海』一百巻 大聖天后撰」、『新唐書』芸文志には「武后『字海』一百巻」の記述がある。

### 文字の伝播と新たな文字の制定
載初元年（690年）7月、聖母神皇（即位前に武則天が自身をこう呼ばせた）の武則天は、仏典『大雲経』の中に「弥勒降生」「女子為王」といったことが書かれていたことを利用して、洛陽白馬寺住持の薛懐義に命じて注釈書『大雲経疏』を書かせ、その中で「武則天が皇位に就く事は仏典に定められていることだ」と宣伝させた。この本は全国各地に頒布され、この本と共に、則天文字も全国に広まった。なお、懐義は武則天の愛人であるとされている。
同年9月9日の重陽の日に、武則天は正式に皇位に付き、年号天授に改めた。天授年間、授の字がに変えられた（天の字はすでにに変えられている）。695年、元号を證聖に改めると、證（証）の字はに、聖の字はに改められた。同年6月下旬、國（国）の字が(=圀に同じ)に改められた。聖暦年間（698年）、人の字に代わってが登場した。
則天文字は、以上の17字と考えられている。時に21字と言われることもあるが、これは昔の学者が唱えた説が未だに信じられているためである。

### 使用の廃止
則天文字は、武則天が皇位に就いていた15年間（690年 - 705年）には広く使用されており、石碑や仏典などに盛んに記された。現存する武周期（武則天の治世）の碑銘、墓誌銘によく現されている。
武則天は705年に中宗に皇位を譲ると、まもなく他界した。中宗は全ての制度を昔の高宗永淳時代に戻すように命じ、併せて則天文字も廃止された。これに対して武則天の親戚の武三思らは、韋皇后や女官の上官婉児と結託して、張柬之ら重臣5名を追放し、権勢をふるった。これを機会に、時任左補闕の権若訥は中宗に奏上し「則天文字を復活させることが他界した母親への孝行である」と提案した。中宗はおおむね権若の指示に従っていたが、則天文字の復活だけは認めなかった。文宗の治世となっていた開成2年（837年）10月、則天文字を元の文字に直すことを命じる詔書が改めて頒布された。これは逆にいえば、この時まで則天文字が使われていたことを意味し、150年間通用していたことになる。

## 則天文字の一覧
| 原字 | 新字 | 新字拡大               | Unicode                   | 字義 |
| ---- | ---- | ---------------------- | ------------------------- | --- |
| 照   | 曌   | 則天文字の「照」 その1 | U+66CC                    | 「照」。武則天の名を表す。則天文字で最も有名なものの1つ。「日」と「月」と「空」を合わせたもので（異説もある）、武則天があまねく世界を照らしていることを意味する。日は陽の象徴、月は陰の象徴であり、武則天が陰陽調和し、男帝を含めた全ての皇帝の中で最も優れていることを示唆している。武則天はこの字を名にすることで、自らの正当性を主張した。 |
| 照   | 瞾   | 則天文字の「照」 その2 | U+77BE                    | 「照」。「曌」の異体字と考えられている。あるいは字書の作者が「曌」の字を避諱して(武則天は諱を照といった)あえて間違った字を書いたとも言われている。 |
| 天   | 𠑺   | 則天文字の「天」 その1 | U+2047A                   | 「天」。詳細は次項で。 |
| 天   | 𠀑   | 則天文字の「天」 その2 | U+20011                   | 「天」。天の字の篆書体をさらに活字体にしたものとみられる。 もも手書きにすると同じ「」であり、活字彫刻者の違いと見られる。 |
| 地   | 埊   | 則天文字の「地」       | U+57CA                    | 「地」。「山、水、土」の3字を合わせたもので、「山」の「水」が「土」に到達する所、すなわち大地を意味する。ただし、この字は則天文字以前にも例がある。 |
| 日   | 𡆠   | 則天文字の「日」       | U+211A0                   | 「日」。この字は、中国神話中の太陽神鳥金烏を意味している。「口」は手書きでは「○」になるので、実際には「」として使われており、この字も活字作者によって○が口に直されたものとみられる。 |
| 月   | 囝   | 則天文字の「月」 その1 | U+56DD                    | 「月」。口は満月の輪郭を表し、「子」は中国神話に言う月のウサギか金の蛙を意味していると見られる。「口」は満月を表しているので、次の「」よりも好字の印象がある。現代中国では「仔」の異体字とされる。 |
| 月   | 𠥱   | 則天文字之「月」 その2 | U+20971                   | 「月」。「匚」は三ヶ月を表しており、「出」の字は中国神話に出てくる金のヒキガエルを意味している。一説によると、「」（則天文字の「生」）の異体字である。 |
| 星   | 〇   | 則天文字の「星」       | U+3007（0の漢数字として） | 「星」。星の球形を表している。典型的な象形文字。現代中国では「0」と同義であり、「西暦二〇〇〇年」のように用いられる。 |
| 君   | 𠺞   | 則天文字の「君」の正字 | U+20E9E                   | 「君」。「天大吉」の合字。その後、「」に変化した。 |
| 君   | 𠁈   | 則天文字の「君」 その1 | U+20048                   | 「君」。上の字の異体字。印刷の都合でこう変わった。 |
| 君   | 𠱰   | 則天文字の「君」 その2 | U+20C70                   | 「君」。これも印刷で生じた異体字。 |
| 臣   | 𢘑   | 臣」                   | U+22611                   | 「臣」。「一忠」の合字で、「臣下は忠実一途であれ」を意味している。 |
| 載   | 𡕀   |                        | U+21540                   | 「載」。当時の中国での数の上限を表す単位であったことから、永遠、または数えきれない、という吉事を意味する。この字は「載」を変化させたものである。次の「」とは活字が異なるだけと考えられている。 |
| 載   | 𠧋   | 則天文字の「載」       | U+209CB                   | 「載」。「」の異体字と考えられている。 |
| 初   | 𡔈   | 則天文字の「初」       | U+21508                   | 「初」。「天」「明」「人」「上」をそれぞれ2つずつ合わせた字。「天の光明が世の中と土地を照らす」ことを意味している。 |
| 年   | 𠡦   | 則天文字の「年」の正字 | U+20866                   | 「年」。「千千万万」の合字。周王朝が千千万万年続くという意味。かつては「千千力力」の合字と考えられていたが、意味が通らない。あるいは「力」は「卐」（卍(万字)の鏡文字）が変体したものとも言われている。次の「」に簡略化された。 |
| 年   | 𠦚   | 年」                   | U+2099A                   | 「年」。「」の横棒が省略された。 |
| 正   | 𠙺   | 則天文字の「正」       | U+2067A                   | 「正」。古文に見られる「(𠙻)」（「王」の異体字）を変化させた字と見られる。 |
| 授   | 𥢓   | 則天文字の「授」 その1 | U+25893                   | 「授」。次の「」と同じだが、こちらの方が用例が多い。 |
| 授   | 𥠢   | 則天文字の「授」 その2 | U+25822                   | 「授」。「(𥡾)」（古文で「授」の字）から作られた新字で、上の「」の代字。当時の活字が手彫りだったため。 |
| 証   | 𤪉   | 則天文字の「証」の正字 | U+24A89                   | 「証」。「永主久王」の意味。次の「」に取って代わられた。 |
| 証   | 𨭻   | 則天文字の「証」       | U+28B7B                   | 「証」。上の「」の変体で「永主久王」の意。「求」は「永」の変体、「全」は「主」の変体、「金」は「久」と「王」の合字。 |
| 聖   | 𨲢   | 則天文字の「聖」       | U+28CA2                   | 「聖」。「長正主」の意で、聖親皇帝武則天が長久的正統的君主であることを表す。「镸」は「長」の異体字、「(𠙻)」（古文で「王」）は則天文字「」の原字である。 |
| 国   | 圀   | 則天文字の「国」       | U+5700                    | 「国」。「八方土地」の意。原字「國」の「或」が「惑」に通じて不吉とし、変えられた。始めは「口」に武則天の「武」の字を入れた「」であり、武則天が国を治める、の意味であった。しかし「武則天が囚われているようで不吉だ」としてすぐに「八方」に再び改められた。                                                                                    |
| 人   | 𤯔   | 則天文字の「人」       | U+24BD4                   | 「人」。「一生」の意味で、人の生は一つだけということを表している。 |
| 除   | 𠀺   | 則天文字の「除」       | U+2003A                   | 「除」。「天興」を意味する。武則天の世は苛政及び弊政が無く、新世界の到来であることを意味している。 |
| 幼   | 𢈗   | 則天文字の「幼」       | U+22217                   | 「幼」。 |
| 生   | 𠤵   | 則天文字の「生」       | U+20935                   | 「生」。 |
| 応   | 𠩍   | 則天文字の「応」       | U+20A4D                   | 「応（應）」。 |

## 則天文字が使われた例
太字が則天文字に改められた箇所。
- 天冊金輪聖神皇帝：
  - 注：天冊金輪聖神皇帝は武則天の尊号の一つ。武則天自身が『昇仙太子碑』の中に記している。
- 證聖元年九月九日：
  - 注：「證聖」は武則天時代の年号の一つ。
- 天授二年正月初一：
  - 注：「天授」は武則天時代の年号の一つ。「正月初一」は元日。
- 君臣佳天地：
  - 注：この語句は、五代詹敦仁『復留侯従効問南漢劉龑改名龑字音義』に見られる。

## 中国国外への影響

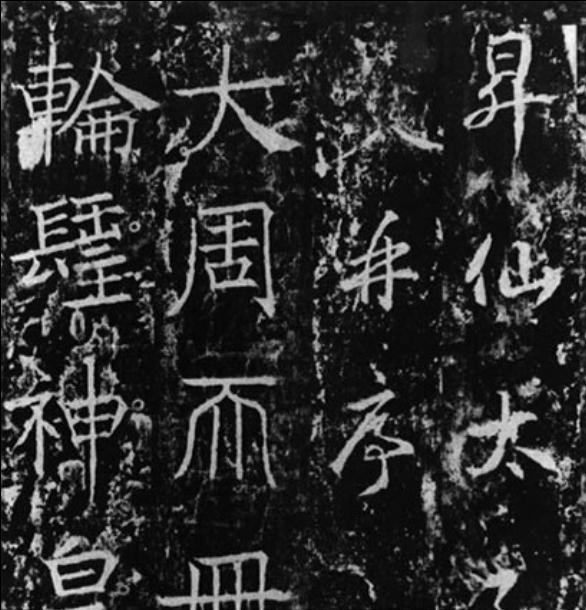
『昇仙太子碑』（部分）
行草の部分が武則天の書、楷書の部分は薛稷の書

唐王朝は則天文字をすぐに撤廃したが、中国国外には広く伝わった。特に河西回廊（現甘粛省）と西域（現新疆、中央アジア）である。中国では15年間しか使われなかったのに対し、これらの地域では200年にわたって使われた。敦煌では中国で失われていた『大雲経』『大雲経疏』といった書物が見つかり、貴重な研究資料になっている。
部分的にではあるが日本や朝鮮半島にも伝わった。例えば江戸時代の大名「德川光國」は1679年頃（本人52歳の時）「德川光圀」に改名した。これは「或」の字が「惑」に通じて不吉だったからとされている。また、本国寺は光圀から一字をもらって本圀寺となっている。
武則天の碑刻は後世に数多く伝わっており、とりわけ彼女の自筆『昇仙太子碑』が有名であり、「千古美文」と呼ばれている。右上の写真はその拓本の断片で、自身の尊号「大周天冊金輪聖神皇帝」の天の字が「」に、聖の字が「」になっている。河南省新安県鉄門鎮にある『千唐志斎碑刻』には、則天文字が数多く書かれている。
後世の南漢創建者である劉巌は武則天を真似て、自分の名を表す文字「龑」（拼音：Yǎn, 注音符号：ㄧㄢˇ）を創作した。この字は「天を飛ぶ龍」を表している。現代中国では簡体字「䶮 ()」として書かれる。
近年では、漢字を使用する各国いずれとも則天文字が日常使用されることはまれである。

### 昇仙太子碑
『昇仙太子碑』（しょうせんたいしひ）の建碑は聖暦2年（699年）。武則天は国を周と号したことから古代の周の太子の廟を修復し、これを記念して自ら撰文し、自ら書し、建碑した。碑石は426cm×160cmと非常に大きな立派な碑で、河南省洛陽市偃師区の仙君廟（せんくんびょう）に現存し、保存もよい。
碑額は飛白体で、「昇仙太子之碑」の6字を2行で入れ、碑文の33行は行草体で書かれている。ただし、首行の「大周天冊金輪聖神皇帝御製御書」と末行の「聖暦二年歳次己亥六月甲申朔十九日壬寅建」だけが楷書体で、この楷書部分だけは薛稷によって書かれていることが碑陰の書刻によって知られている。
この碑は、碑文に草書を用いた碑として、また女性の書碑として最初のものである。碑文に行書を用いた最初の碑は太宗の『晋祠銘』であり、この『晋祠銘』の碑額も飛白体で書かれていることから、これを意識してのことと考えられる。武則天の書は、太宗の影響を受けて堂々たるものであり、同じく太宗を学んだ高宗の書よりも遒勁である。
比田井南谷は武則天の書について、「よく古典を習って、筆力もあり、実力はかなり評価すべきであるが、結体・用筆ともに変化に乏しく、技巧的な表現に留まっている。また俗な性格を表現しているので格調が下がり、通俗的なおもしろさの範囲を出るものではない。（趣意）」と述べている。

## 参考資料、注釈
1. ↑  U+20011「丙（へい・ひのえ）」とは別字｡
2. ↑  U+211A0
3. ↑  U+56DD
4. ↑  U+3007 ※但し0の漢数字として登録されている｡
5. ↑  U+20E9E
6. ↑  U+21540
7. ↑  U+21508
8. ↑  U+20866
9. ↑  U+2067A
10. ↑  U+25822
11. ↑  U+24A89
12. ↑  U+28CA2
13. ↑  U+24BD4
14. ↑  ただし、現代中国では「僭称」（即位を認めない）とされることが多い。
15. ↑  権若訥の上奏は清の洪邁が著書『容斎随筆』・『容斎続筆』の中で述べている。
16. ↑  北宋の王欽若の編書『冊府元亀』。
17. ↑  《字彙》：「同『照』。」按《正字通》：「唐武后自製十九字、以『瞾』爲名、與『照』音義同、從明、非從二目也。後訛爲『曌』。」《字彙》改作「瞾」、《字彙補》又作「曌」、並非。
18. ↑  《漢語大字典》：「同『天』、唐武則天所造字。」
19. ↑  《玉篇》：「古『地』字。《前漢・趙充國傳》：『令不得帰肥繞之埊。』」按《類篇》謂唐武后作埊、非。又趙與時《賓退録・五》：「武后改易新字、如以山水土爲地、千千万万爲年、永主久王爲證、長正主爲聖。」
20. ↑  《集韻》：「入質切、同『日』。《説文》：『実也、太陽之精不虧、從囗、一象形。』唐武后作。」
21. ↑  《集韻》：「魚厥切、音『刖』、與『月』同、武后所作。」
22. ↑  《字彙補》：「與『月』同、武則天制。」見《大周泰山碑》。
23. ↑  王三慶、論武后新字的創製與興廢兼論文字的正俗問題、成大中文学報・2005年12月、(13)。
24. ↑  《新唐書・后妃傳上・則天武皇后傳》：「載初中、又享万象神宮、以太穆、文德二皇后配皇地祇、引周忠孝太后從配。作……、、……、十又二文。」
25. ↑  《字彙補》：「唐武后所制『君』字。」
26. ↑  《字彙補》：「古文『臣』字。」
27. ↑  《漢語大字典》：「同『載』、唐武則天所造字。」
28. ↑  《新唐書・后妃傳上・則天武皇后傳》：「載初中、又享万象神宮、以太穆、文德二皇后配皇地祇、引周忠孝太后從配。作……、𠧋、……、十又二文。」
29. ↑  《字彙補》：「武則天所制『初』字。」
30. ↑  趙與時《賓退録・五》：「武后改易新字、如以山水土爲地、千千万万爲年、永主久王爲證、長正主爲聖。」
31. ↑  與「年」同、武則天制、見《大周泰山碑》。
32. ↑  《字彙補》：「武后所制『正』字。」
33. ↑  《集韻》：「承呪切、音『授』、付也。又姓出《姓苑》。」《字彙》：「唐武后改『授』作『𥢓 』。」
34. ↑   《集韻》：「授、或作『』、唐武后改『授』作『』。」
35. ↑  《金石文字弁異》：「武后改易新字、以永主久王爲證。」又趙與時《賓退録・五》：「武后改易新字、如以山水土爲地、千千万万爲年、永主久王爲證、長正主爲聖。」
36. ↑  《集韻》：「證、唐武后作『』。」
37. ↑  《字彙補》：「武則天所制『聖』字。」見《大周泰山碑》。又趙與時《賓退録・五》：「武后改易新字、如以山水土爲地、千千万万爲年、永主久王爲證、長正主爲聖。」
38. ↑  《玉篇》：「古文『國』字。」唐武后所作。《正字通》：「唐武后時、有言『國』中『或』者、惑也、請以『武』鎮之、又有言武在囗中、與困何異、復改爲圀。」
39. ↑  《字彙補》：「與『人』同、唐武后制。」
40. ↑  《新唐書・后妃傳上・則天武皇后傳》：「載初中、又享万象神宮、以太穆、文德二皇后配皇地祇、引周忠孝太后從配。作……、、……、十又二文。」
41. ↑  《字彙補》：「與『幼』同、武則天制。」
42. ↑  《宣和書譜》卷一：「（武后）增減前人筆畫、自我作古、爲十九字、曰：……。」
43. ↑  《字彙補》：「同『應』、唐武后制。」見《大周泰山碑》。
44. 1 2  西林昭一 P.85
45. ↑  U+9F91
46. ↑  U+4DAE
47. ↑  『辞海・縮影本』1999年版に見える。
48. ↑  昇仙太子とは、周の霊王の太子のことで、白鶴に乗って昇天したとの伝説がある（西林昭一 P.85）。
49. ↑  木村卜堂 P.152
50. 1 2  比田井南谷 P.192 - 193

### その他参考文献
- 『伝奇太后之武則天』、黄正建（中国社会科学院研究員）
- 『武則天私秘生活全記録』、司馬路人、中国戯劇出版社
- 『則天造字と日本における「則天文字」の受容』、中国西北大学教授王維坤、『古代の日本と渡来の文化』（ISBN 4311300352）81-94頁
- 『則天文字の周圏論的性質について』、笹原宏之、1987年
- 木村卜堂 『日本と中国の書史』（日本書作家協会、1971年）
- 西林昭一・鶴田一雄 「隋・唐」（『ヴィジュアル書芸術全集』第6巻 雄山閣、1993年8月）ISBN 4-639-01036-2
- 比田井南谷 『中国書道史事典』普及版（天来書院、2008年8月）ISBN 978-4-88715-207-6